# Dimensió d'un espai vectorial
En matemàtiques, la dimensió d'un espai vectorial {\displaystyle E} és el cardinal (és a dir el nombre de vectors) de tota base d'{\displaystyle E} (és a dir tot conjunt de vectors tal que qualsevol vector de l'espai es pot expressar de forma única com la suma dels vectors de la base multiplicats cada un per una constant diferent). De vegades s'anomena la dimensió d'Hamel o la dimensió algebraica per distingir-la d'altres tipus de dimensió.
Totes les bases d'un espai vectorial tenen el mateix cardinal (veure teorema de la dimensió per espais vectorials) i, per tant, la dimensió d'un espai vectorial queda definida de manera unívoca. La dimensió d'un espai vectorial {\displaystyle E} sobre un cos {\displaystyle K} es pot escriure com {\displaystyle \dim _{K}(E)} o {\displaystyle \dim E}. (i es llegeix «dimensió d'{\displaystyle E} sobre {\displaystyle K}».) Alguns noten aquesta dimensió {\displaystyle [E:K]}.
Es diu que {\displaystyle E} és de dimensió finita si el cardinal de la base és finit (és a dir, si té un nombre finit d'elements).

## Exemples
- L'espai vectorial {\displaystyle \mathbb {R} ^{3}} admet {\displaystyle \left((1,0,0),(0,1,0),(0,0,1)\right)} com a base per tant {\displaystyle {\rm {dim}}_{\mathbb {R} }(\mathbb {R} ^{3})=3}. De forma més general, {\displaystyle {\rm {dim}}_{\mathbb {R} }(\mathbb {R} ^{n})=n}. I encara més general, {\displaystyle {\rm {dim}}_{\mathbb {K} }(\mathbb {K} ^{n})=n}.

- El conjunt dels nombres complexos es pot considerar al mateix temps com un espai vectorial sobre {\displaystyle \mathbb {R} } i com un espai vectorial sobre {\displaystyle \mathbb {C} }; es té {\displaystyle {\rm {dim}}_{\mathbb {R} }(\mathbb {C} )=2} i {\displaystyle {\rm {dim}}_{\mathbb {C} }(\mathbb {C} )=1}. Per tant, la dimensió depèn del cos base.

- L'únic espai vectorial de dimensió 0 és {0}, espai vectorial format per un únic vector, el seu element neutre per l'addició.

- L'espai vectorial de les matrius amb {\displaystyle n} files i {\displaystyle p} columnes amb coeficients en un cos {\displaystyle \mathbb {K} }, és de dimensió {\displaystyle n\cdot p}. La família {\displaystyle (E_{ij})} constituïda per les matrius que tenen un 1 a la {\displaystyle i}-èsima fila i la {\displaystyle j}-èsima columna i zeros altrament és una base d'aquest espai vectorial.

- L'espai vectorial dels polinomis amb coeficients en un cos {\displaystyle \mathbb {K} } de grau inferior o igual a {\displaystyle n} és un espai vectorial de dimensió {\displaystyle n+1}.

## Propietats
Si {\displaystyle F} és un subespai vectorial de {\displaystyle E}, llavors {\displaystyle {\rm {dim}}(F)\leq {\rm {dim}}(E)}.
Per demostrar que dos espais vectorials de dimensió finita són iguals, s'utilitza sovint el teorema següent:
Si {\displaystyle E} és un espai vectorial de dimensió finita i {\displaystyle F} un subespai vectorial de {\displaystyle E} tals que {\displaystyle {\rm {dim}}{F}={\rm {dim}}{E}}, llavors {\displaystyle E=F}.
Dos espais vectorials sobre {\displaystyle \mathbb {K} } de dimensió finita, són isomorfs si i només si tenen la mateixa dimensió.
Tota aplicació bijectiva entre les seves bases pot ser perllongada de manera única en un isomorfisme entre els dos espais vectorials.
Si {\displaystyle A} és un conjunt, es pot construir un espai vectorial de dimensió el cardinal de {\displaystyle A} sobre {\displaystyle \mathbb {K} } de la següent manera: es considera el conjunt {\displaystyle \mathbb {K} ^{(A)}} de totes les funcions {\displaystyle f:A\rightarrow \mathbb {K} } tals que {\displaystyle f(a)=0} tals que {\displaystyle f(a)=0} per a un nombre finit d'elements {\displaystyle a} de {\displaystyle A}. Aquestes funcions poden ser sumades i multiplicades per un escalar de {\displaystyle \mathbb {K} }, i així s'obté l'espai vectorial sobre {\displaystyle \mathbb {K} } que es buscava.
En el cas de dimensió infinita, la demostració també s'aplica si existeixen bases amb el mateix cardinal. Per contra, la continuïtat esdevé un criteri important i res no pot garantir que l'isomorfisme serà continu.
Un resultat important sobre la dimensió en relació amb les aplicacions lineals és el teorema del rang.
Si {\displaystyle L/K} és una extensió de cossos, llavors {\displaystyle L} és un espai vectorial particular sobre {\displaystyle K}.
A més, tot l'espai vectorial {\displaystyle E} és també un espai vectorial sobre {\displaystyle K}. Les dimensions estan relacionades per la fórmula:
{\displaystyle {\rm {dim}}_{K}(E)={\rm {dim}}_{K}(L)\cdot {\rm {dim}}_{L}(E)}.
En particular, tot espai vectorial complex de dimensió {\displaystyle n} és un espai vectorial real de dimensió {\displaystyle 2n}.
Certes fórmules senzilles donen la dimensió d'un espai vectorial fent servir el cardinal del cos de base i el cardinal de l'espai vectorial mateix. Si {\displaystyle E} és un espai vectorial sobre un cos {\displaystyle K} llavors, notant {\displaystyle {\rm {dim}}E} la dimensió de {\displaystyle E}, es té:
- si {\displaystyle {\rm {dim}}E} és finita, llavors {\displaystyle |E|=|K|^{{\rm {dim}}E}}.
- si {\displaystyle {\rm {dim}}E} és infinita, llavors {\displaystyle |E|=\max({\rm {dim}}E,|K|)}.

## Generalització
També es pot veure un espai vectorial com un cas particular d'un matroide, i per a aquest hi ha una noció ben definida de dimensió.
La longitud d'un mòdul i el rang d'un grup abelià tenen tots dos diverses propietats similars a la dimensió dels espais vectorials.